# Mercado Modelo do Tirol
O Mercado Modelo do Tirol é um mercado localizado no bairro do Tirol, em Natal.

## História
O abastecimento de víveres de Natal estava concentrado no Mercado Municipal da Cidade Alta, aberto em 7 de fevereiro de 1892, sendo este o maior mercado público da cidade. Em 29 de janeiro de 1967 o Mercado da Cidade Alta sofreu um grande incêndio e ficou completamente destruído. Assim todo o abastecimento de gêneros alimentícios de Natal ficou severamente comprometido e centenas de comerciantes do mercado se viram falidos.
Após o incêndio do mercado da Cidade Alta, a Câmara Municipal de Natal exigiu a reconstrução do mercado no mesmo local. Porém o prefeito Agnelo Alves iniciou a construção de um novo mercado em agosto de 1968, desta vez na Avenida Hermes da Fonseca, no bairro do Tirol. O projeto foi desenvolvido pelo engenheiro Nelson Lins Bahia.
Tem aproximadamente 1.300 metros quadrados de área construída e conta com 114 boxes para comercialização de produtos, para além de disponibilizar aos seus clientes um amplo estacionamento de automóveis.
O Mercado Modelo do Tirol foi inaugurado em 31 de janeiro de 1969 e recebeu comerciantes que foram vitimados pelo incêndio na Cidade Alta. Entre os anos de 2006 e 2007, o prédio foi restaurado pelo prefeito Carlos Eduardo Alves.